# Poecilopsis silesiaca
Poecilopsis silesiaca là một loài bướm đêm trong họ Geometridae.